# 지포스 RTX 30 시리즈
지포스 30 시리즈(GeForce 30 series)는 엔비디아가 개발한 그래픽 처리 장치의 한 계열로, 지포스 RTX 20 시리즈의 뒤를 잇는다. 지포스 30 시리즈는 엔비디아의 2세대 레이 트레이싱(RT) 코어와 3세대 텐서 코어를 특징으로 하는 암페어 아키텍처를 기반으로 한다. 엔비디아 RTX 시리즈의 일부인 하드웨어 지원 실시간 레이 트레이싱은 지포스 30 시리즈 카드에서 지원된다.
AMD의 라데온 RX 6000 시리즈 카드와 경쟁하도록 설계된 라인업은 엔트리 레벨 및 이전의 랩톱 전용 RTX 3050 및 랩톱 전용 RTX 3050 Ti, 미드레인지 RTX 3060, 어퍼 미드레인지 RTX 3060 Ti, RTX 3070 하이엔드 RTX 3070 Ti, RTX 3080 10 GB, RTX 3080 12 GB 및 애호가용 RTX 3080 Ti, RTX 3090, RTX 3090 Ti로 구성된다. 이 시리즈는 엔비디아에서 윈도우 7 및 8.x에 대한 공식 지원이 제공되는 마지막 세대로, 이 세대에 사용 가능한 최신 드라이버는 윈도우 10을 요구한다.
지포스 30 시리즈는 2020년 9월 17일에 판매를 시작했다. RTX 3070, RTX 3080, RTX 3090으로 구성된 초기 출시 모델은 2020-2023 글로벌 칩 부족 기간 동안 발생했으며, 이로 인해 시리즈 전체의 광범위하고 심각한 부족 현상이 발생하여 출시부터 2022년까지 지속되었다.
지포스 30 시리즈는 2022년에 처음 출시된 에이다 러브레이스 마이크로아키텍처를 기반으로 하는 지포스 RTX 40 시리즈로 대체되었다.

## 출시 및 가용성 문제
RTX 3080 출시일은 2020년 9월 17일이었다. 사전 주문 기능의 부재와 코로나19 범유행으로 인해 심화된 높은 수요, 그리고 스캘핑의 증가로 인해 수많은 온라인 판매업체들이 엄청난 구매량에 어려움을 겪었다. 뉴에그는 예상대로 블랙 프라이데이에 완전히 매진되었다. 미국 마이크로센터와 같은 재고가 있는 실제 상점 밖에는 긴 줄이 늘어섰고 일본 도스파라에서도 마찬가지였다. 트위터 사용자들은 봇을 사용하여 다량의 카드를 구매하여 더 높은 가격에 재판매했다고 보고했다.
엔비디아는 다음 날 성명을 발표하며 출시 당일 높은 트래픽으로 인해 다운된 온라인 상점 문제에 대해 사과했다. 10월 2일, 엔비디아는 가용성을 보장하기 위해 RTX 3070 카드 출시를 2주 연기한다고 발표했다. 10월 5일, 엔비디아 CEO 젠슨 황은 공급 부족으로 인한 지연을 발표했으며, 이는 2021년까지 지속될 것으로 예상되었다. 10월 9일, 회사는 미국 내 모든 파운더스 에디션 그래픽 카드가 임시로 베스트 바이를 통해 판매될 것이며, 공식 웹 스토어는 쇼핑 경험을 개선하기 위해 업그레이드될 것이라고 발표했다. 12월 초, 엔비디아는 삼성 웨이퍼 부족을 비롯한 다른 요인들로 인한 지속적인 부품 부족을 칩 부족의 원인으로 지목했다.
RTX 30 시리즈 카드의 부족 현상은 2021년까지 계속되었고, 출시 이후 계속 이어지고 있다. 암호화폐 채굴자들의 구매를 제한하려는 노력의 일환으로, 엔비디아는 2월에 RTX 3060 카드가 이더리움 암호화폐 채굴 알고리즘을 감지하고 해시 레이트를 절반으로 줄일 것이라고 발표했다. 출시 직후, NVIDIA는 실수로 감지를 비활성화하는 드라이버 업데이트를 배포했다. 3월에는 테크레이더가 부족 현상이 3분기까지 계속될 수 있으며, 부분적으로는 글로벌 GDDR6 메모리 부족과 암호화폐 채굴자들이 카드를 사들이는 것을 원인으로 지목했다. 4월에는 홍콩 관세청이 300개의 비디오 출력이 없는 CMP 카드를 압수했다.
엔비디아는 2021년 5월 18일에 새로운 RTX 3080, RTX 3070, RTX 3060 Ti 제한 해시 레이트(LHR) SKU를 공식 발표했으며, 이는 Ethash 채굴 해시 레이트를 제한한다.
엔비디아는 6월 3일에 RTX 3080 Ti를, 일주일 뒤인 6월 10일에 RTX 3070 Ti를 출시했다. 두 모델 모두 암호화폐 채굴 해시 레이트 제한 기능을 포함했다.
수요를 충족하기 위한 여러 노력이 있었다. EVGA는 사람들이 대기열에 들어가도록 설계된 시스템을 가지고 있다. 목표는 카드가 빨리 매진되는 것을 방지하고 대기 시간을 줄이는 것이다.

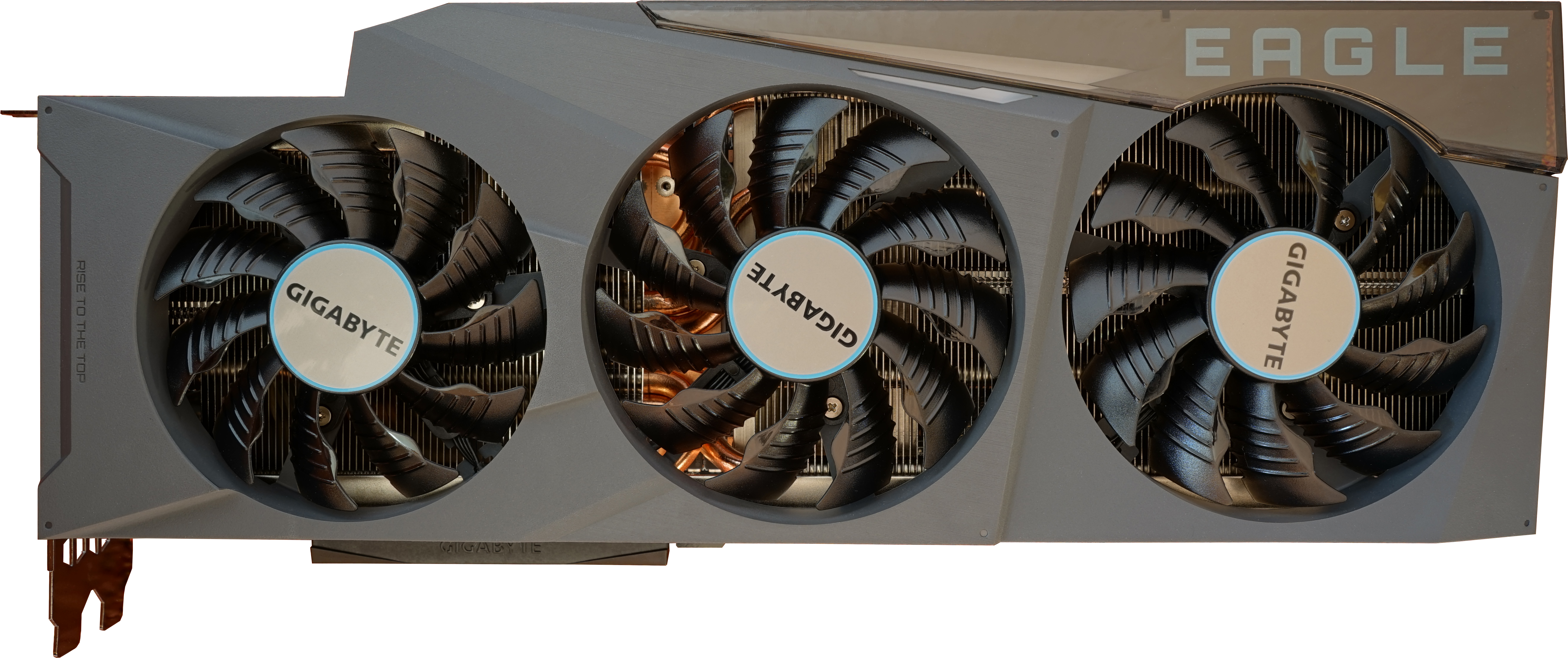
기가바이트에서 제조한 RTX 3090의 애프터마켓 변형 모델

파운더스 에디션 외에도 엔비디아가 "커스텀 카드"라고 부르는 다양한 애프터마켓 카드도 있다. 그래픽 칩은 엔비디아에서 가져오고 카드의 부품은 회사의 사양에 따라 수정된다. 이러한 수정에는 클럭 속도, 팬, 히트 싱크, 커넥터 및 미학이 포함된다. 이러한 애프터마켓 카드는 엔비디아 자체 카드보다 성능이 좋은 경향이 있지만, 이러한 성능 향상은 온도 및 전력 소비 측면에서 상충 관계를 수반한다. 제조사에는 기가바이트, MSI, 조텍, 에이수스, EVGA, INNO3D가 있다.
엔비디아는 2022년 1월 11일에 지포스 RTX 3080 12GB 그래픽 카드와 2022년 1월 27일에 데스크톱 지포스 RTX 3050 그래픽 카드를 공식 출시했다. RTX 3050은 이전에 2021년 5월 11일에 출시된 랩톱 변형만 있었으며, 현재까지 데스크톱 변형이 없는 RTX 3050 Ti 랩톱 변형과 함께 출시되었다. 엔비디아는 2022년 3월 29일에 지포스 RTX 3090 Ti를 공식 출시했다.

## 세부 정보
암페어 아키텍처의 아키텍처 개선 사항은 다음과 같다.
- CUDA 컴퓨팅 능력 8.6[33]
- 삼성 8 nm 8N (8LPH) 공정 (NVIDIA를 위해 맞춤 설계됨)[34]
- 암페어 GPU에서 SM당 FP32 성능 두 배 향상
- FP16, bfloat16, TensorFloat-32 (TF32) 및 희소 가속 기능을 갖춘 3세대 텐서 코어
- 2세대 레이 트레이싱 코어, 동시 레이 트레이싱 및 셰이딩 및 연산 기능 추가
- GDDR6X 메모리 지원 (RTX 3060Ti GDDR6X 버전, RTX 3070 Ti, RTX 3080, RTX 3080 12 GB, RTX 3080 Ti, RTX 3090, RTX 3090 Ti)
- PCI 익스프레스 4.0
- NVLink 3.0 (RTX 3090, RTX 3090 Ti)
- HDMI 2.1 지원 FRL6 (48 Gbit/s) 전송 속도[35]
- PureVideo 기능 세트 K 하드웨어 비디오 디코딩, AV1 하드웨어 디코딩 지원[36]

### 데스크톱
- 모든 RTX 30 GPU는 8 nm 삼성 노드를 사용하여 제조된다.[37]
- RTX 3090 및 RTX 3090 Ti만 2방향 NVLink를 지원한다.
- RTX 3050은 PCIe 4.0 버스 인터페이스에 대해 제한된 8레인을 지원한다. 다른 모든 카드는 전체 ×16 대역폭을 지원한다.
- 암페어 칩의 배정밀도 (FP64) 성능은 단정밀도 (FP32) 성능의 1/64이다.

| 모델                    | 런칭             | 출시 권장소비자가격 (USD) | 코드 명(s)          | 트랜지스터 (10억) | 다이 크기 (mm2) | 코어 구성            | SM 수 | L2 캐시 (MB) | 클럭 속도   | 클럭 속도     | 필레이트      | 필레이트        | 메모리    | 메모리          | 메모리 | 메모리         | 처리 능력 (TFLOPS) | 처리 능력 (TFLOPS) | 처리 능력 (TFLOPS) | 처리 능력 (TFLOPS) | TDP (와트) |  |
| 모델                    | 런칭             | 출시 권장소비자가격 (USD) | 코드 명(s)          | 트랜지스터 (10억) | 다이 크기 (mm2) | 코어 구성            | SM 수 | L2 캐시 (MB) | 코어 (MHz)  | 메모리 (GT/s) | 픽셀 (Gpx/s)  | 텍스처 (Gtex/s) | 크기 (GB) | 대역- 폭 (GB/s) | 유형   | 버스 폭 (비트) | 하프 (부스트)      | 싱글 (부스트)      | 더블 (부스트)      | 텐서 연산 [희소]   | TDP (와트) |  |
|                         |                  |                           |                     |                   |                 |                      |       |              |             |               |               |                 |           |                 |        |                |                    |                    |                    |                    |            |  |
| ----------------------- | ---------------- | ------------------------- | ------------------- | ----------------- | --------------- | -------------------- | ----- | ------------ | ----------- | ------------- | ------------- | --------------- | --------- | --------------- | ------ | -------------- | ------------------ | ------------------ | ------------------ | ------------------ | ---------- |  |
| 지포스 RTX 3050         | 2024년 1월 2일   | 169                       | GA107-325           | 8.7               | 200             | 2304 72:32:18:72     | 18    | 2            | 1042 (1470) | 14            | 33.34 (47.04) | 75.02 (105.8)   | 6         | 168             | GDDR6  | 96             | 4.802 (6.774)      | 4.802 (6.774)      | 0.075 (0.105)      | 30.1 (60.2)        | 70         |  |
| 지포스 RTX 3050         | 2022년 12월 16일 | 249                       | GA107-150           | 8.7               | 200             | 2560 80:32:20:80     | 20    | 2            | 1552 (1777) | 14            | 49.66 (56.86) | 124.2 (142.2)   | 8         | 224             | GDDR6  | 128            | 7.946 (9.098)      | 7.946 (9.098)      | 0.124 (0.142)      | 36.4 [72.8]        | 115        |  |
| 지포스 RTX 3050         | 2022년 7월 18일  | OEM                       | GA106-150           | 13.25             | 276             | 2304 72:32:18:72     | 18    | 2            | 1515 (1755) | 14            | 48.48 (56.16) | 109.1 (126.4)   | 8         | 224             | GDDR6  | 128            | 6.981 (8.087)      | 6.981 (8.087)      | 0.109 (0.126)      | 32.4 [64.8]        | 130        |  |
| 지포스 RTX 3050         | 2022년 1월 27일  | 249                       | GA106-150           | 13.25             | 276             | 2560 80:32:20:80     | 20    | 2            | 1552 (1777) | 14            | 49.66 (56.86) | 124.2 (142.2)   | 8         | 224             | GDDR6  | 128            | 7.946 (9.098)      | 7.946 (9.098)      | 0.124 (0.142)      | 36.4 [72.8]        | 130        |  |
| 지포스 RTX 3060         | 2021년 1월 25일  | 329                       | GA106-300           | 13.25             | 276             | 3584 112:48:28:112   | 28    | 3            | 1320 (1777) | 15            | 63.36 (85.29) | 147.8 (199)     | 12        | 360             | GDDR6  | 192            | 9.462 (12.74)      | 9.462 (12.74)      | 0.148 (0.199)      | 51.2 [102.4]       | 170        |  |
| 지포스 RTX 3060         | 2021년 5월       | 329                       | GA106-302           | 13.25             | 276             | 3584 112:48:28:112   | 28    | 3            | 1320 (1777) | 15            | 63.36 (85.29) | 147.8 (199)     | 12        | 360             | GDDR6  | 192            | 9.462 (12.74)      | 9.462 (12.74)      | 0.148 (0.199)      | 51.2 [102.4]       | 170        |  |
| 지포스 RTX 3060         | 2022년 10월      | 329                       | GA106-302           | 13.25             | 276             | 3584 112:48:28:112   | 28    | 3            | 1320 (1777) | 15            | 63.36 (85.29) | 147.8 (199)     | 8         | 240             | GDDR6  | 128            | 9.462 (12.74)      | 9.462 (12.74)      | 0.148 (0.199)      | 51.2 [102.4]       | 170        |  |
| 지포스 RTX 3060         | 2021년 9월       | 329                       | GA104-150           | 17.4              | 392.5           | 3584 112:48:28:112   | 28    | 3            | 1320 (1777) | 15            | 63.36 (85.29) | 147.8 (199)     | 12        | 360             | GDDR6  | 192            | 9.462 (12.74)      | 9.462 (12.74)      | 0.148 (0.199)      | 51.2 [102.4]       | 170        |  |
| 지포스 RTX 3060 Ti      | 2020년 12월 2일  | 399                       | GA104-200           | 17.4              | 392.5           | 4864 152:80:38:152   | 38    | 4            | 1410 (1665) | 14            | 112.8 (133.2) | 214.3 (253.1)   | 8         | 448             | GDDR6  | 256            | 13.72 (16.2)       | 13.72 (16.2)       | 0.214 (0.253)      | 64.8 [129.6]       | 200        |  |
| 지포스 RTX 3060 Ti      | 2021년 5월       | 399                       | GA104-202           | 17.4              | 392.5           | 4864 152:80:38:152   | 38    | 4            | 1410 (1665) | 14            | 112.8 (133.2) | 214.3 (253.1)   | 8         | 448             | GDDR6  | 256            | 13.72 (16.2)       | 13.72 (16.2)       | 0.214 (0.253)      | 64.8 [129.6]       | 200        |  |
| 지포스 RTX 3060 Ti      | 2022년 10월      | 399                       | GA104-202           | 17.4              | 392.5           | 4864 152:80:38:152   | 38    | 4            | 1410 (1665) | 9.5           | 112.8 (133.2) | 214.3 (253.1)   | 8         | 608             | GDDR6X | 256            | 13.72 (16.2)       | 13.72 (16.2)       | 0.214 (0.253)      | 64.8 [129.6]       | 200        |  |
| 지포스 RTX 3060 Ti      | 2022년 1월 23일  | 399                       | GA103-200           | 22                | 496             | 4864 152:80:38:152   | 38    | 4            | 1410 (1665) | 14            | 112.8 (133.2) | 214.3 (253.1)   | 8         | 448             | GDDR6  | 256            | 13.72 (16.2)       | 13.72 (16.2)       | 0.214 (0.253)      | 64.8 [129.6]       | 200        |  |
| 지포스 RTX 3070         | 2020년 10월 29일 | 499                       | GA104-300 GA104-302 | 17.4              | 392.5           | 5888 184:96:46:184   | 46    | 4            | 1500 (1725) | 14            | 144 (165.6)   | 276 (317.4)     | 8         | 448             | GDDR6  | 256            | 17.66 (20.31)      | 17.66 (20.31)      | 0.276 (0.317)      | 81.3 [162.6]       | 220        |  |
| 지포스 RTX 3070 Ti      | 2021년 6월 10일  | 599                       | GA104-400           | 17.4              | 392.5           | 6144 192:96:48:192   | 48    | 4            | 1580 (1770) | 9.5           | 151.6 (169.9) | 303.3 (339.8)   | 8         | 608             | GDDR6X | 256            | 19.42 (21.7)       | 19.42 (21.7)       | 0.303 (0.34)       | 87 [174]           | 290        |  |
| 지포스 RTX 3070 Ti      | 2022년 10월      | 599                       | GA102-150           | 28.3              | 628.4           | 6144 192:96:48:192   | 48    | 4            | 1580 (1770) | 9.5           | 151.6 (169.9) | 303.3 (339.8)   | 8         | 608             | GDDR6X | 256            | 19.42 (21.7)       | 19.42 (21.7)       | 0.303 (0.34)       | 87 [174]           | 320        |  |
| 지포스 RTX 3080         | 2020년 9월 17일  | 699                       | GA102-200 GA102-202 | 28.3              | 628.4           | 8704 272:96:68:272   | 68    | 5            | 1440 (1710) | 9.5           | 138.2 (164.2) | 391.7 (465.1)   | 10        | 760             | GDDR6X | 320            | 25.07 (29.77)      | 25.07 (29.77)      | 0.392 (0.465)      | 119 [238]          | 320        |  |
| 지포스 RTX 3080 (12 GB) | 2022년 1월 11일  | 799                       | GA102-220           | 28.3              | 628.4           | 8960 280:96:70:280   | 70    | 6            | 1260 (1710) | 9.5           | 120.9 (164.2) | 325.8 (478.8)   | 12        | 912             | GDDR6X | 384            | 22.58 (30.64)      | 22.58 (30.64)      | 0.353 (0.478)      | 122 [244]          | 350        |  |
| 지포스 RTX 3080 Ti      | 2021년 6월 3일   | 1,199                     | GA102-225           | 28.3              | 628.4           | 10240 320:112:80:320 | 80    | 6            | 1365 (1665) | 9.5           | 152.8 (186.5) | 436.8 (532.8)   | 12        | 912             | GDDR6X | 384            | 27.96 (34.1)       | 27.96 (34.1)       | 0.437 (0.533)      | 136 [273]          | 350        |  |
| 지포스 RTX 3090         | 2020년 9월 24일  | 1,499                     | GA102-250 GA102-300 | 28.3              | 628.4           | 10496 328:112:82:328 | 82    | 6            | 1395 (1695) | 9.75          | 156.2 (189.8) | 457.6 (556)     | 24        | 936             | GDDR6X | 384            | 29.28 (35.58)      | 29.28 (35.58)      | 0.458 (0.556)      | 142 [284]          | 350        |  |
| 지포스 RTX 3090 Ti      | 2022년 3월 29일  | 1,999                     | GA102-350           | 28.3              | 628.4           | 10752 336:112:84:336 | 84    | 6            | 1560 (1860) | 10.5          | 174.7 (208.3) | 524.1 (625)     | 24        | 1008            | GDDR6X | 384            | 33.55 (39.99)      | 33.55 (39.99)      | 0.524 (0.625)      | 160 [320]          | 450        |  |

### 랩톱
- 모든 모바일 RTX 30 GPU는 4세대 Max-Q를 지원한다. Dynamic Boost 2.0 및 WhisperMode 2.0과 같은 Max-Q 기술을 장치에서 활성화할지 여부는 제조업체에서 결정한다.[67][68][69]
- 모든 모델은 GDDR6 메모리를 특징으로 한다.

| 모델                    | 런칭            | 코드 명(s)          | 트랜지스터 (10억) | 다이 크기 (mm2) | 코어 구성          | SM 수 | L2 캐시 (MB) | 클럭 속도            | 클럭 속도     | 필레이트      | 필레이트        | 메모리    | 메모리          | 메모리         | 처리 능력 (TFLOPS) | 처리 능력 (TFLOPS) | 처리 능력 (TFLOPS) | TDP (와트) |
| 모델                    | 런칭            | 코드 명(s)          | 트랜지스터 (10억) | 다이 크기 (mm2) | 코어 구성          | SM 수 | L2 캐시 (MB) | 코어 (MHz)           | 메모리 (GT/s) | 픽셀 (Gpx/s)  | 텍스처 (Gtex/s) | 크기 (GB) | 대역- 폭 (GB/s) | 버스 폭 (비트) | 하프 (부스트)      | 싱글 (부스트)      | 더블 (부스트)      | TDP (와트) |
|                         |                 |                     |                   |                 |                    |       |              |                      |               |               |                 |           |                 |                |                    |                    |                    |            |
| ----------------------- | --------------- | ------------------- | ----------------- | --------------- | ------------------ | ----- | ------------ | -------------------- | ------------- | ------------- | --------------- | --------- | --------------- | -------------- | ------------------ | ------------------ | ------------------ | ---------- |
| 지포스 RTX 3050 랩톱    | 2021년 5월 11일 | GA107 (GN20-P0)     | 8.7               | 200             | 2048 64:32:16:64   | 16    | 2            | 712–1530 (1057–1740) | 12            | 48.96 (55.68) | 97.92 (111.4)   | 4         | 192             | 128            | 2.916 (4.329)      | 2.916 (4.329)      | 0.046 (0.067)      | 35–80      |
| 지포스 RTX 3050 랩톱    | 2022년 7월 6일  | GA107 (GN20-P0-R)   | 8.7               | 200             | 2560 80:32:20:80   | 20    | 2            | 712–1530 (1057–1740) | 12            |               |                 | 6         | 144             | 96             |                    |                    |                    | 35–80      |
| 지포스 RTX 3050 Ti 랩톱 | 2021년 5월 11일 | GA107 (GN20-P1)     | 8.7               | 200             | 2560 80:32:20:80   | 20    | 2            | 735–1463 (1035–1695) | 12            | 46.82 (54.24) | 117 (135.6)     | 4         | 192             | 128            | 3.763 (5.299)      | 3.763 (5.299)      | 0.059 (0.082)      | 35–80      |
| 지포스 RTX 3060 랩톱    | 2021년 1월 25일 | GA106 (GN20-E3)     | 12                | 276             | 3840 120:48:30:120 | 30    | 3            | 817–1387 (1283–1703) | 14 (12)       | 66.58 (81.74) | 166.4 (204.4)   | 6         | 336 (288)       | 192            | 6.912 (10.94)      | 6.912 (10.94)      | 0.108 (0.171)      | 60–115     |
| 지포스 RTX 3070 랩톱    | 2021년 1월 12일 | GA104-770 (GN20-E5) | 17.4              | 392             | 5120 160:80:40:160 | 40    | 4            | 780–1215 (1290–1620) | 14 (12)       | 97.2 (129.6)  | 194.4 (259.2)   | 8         | 448 (384)       | 256            | 11.36 (15.97)      | 11.36 (15.97)      | 0.178 (0.249)      | 80–125     |
| 지포스 RTX 3070 Ti 랩톱 | 2022년 1월 10일 | GA104 (GN20-E6)     | 17.4              | 392             | 5888 184:96:46:184 | 46    | 4            | 510–1035 (1035–1485) | 14 (12)       | 99.36 (142.6) | 190.4 (273.2)   | 8         | 448 (384)       | 256            | 12.93 (14.62)      | 12.93 (14.62)      | 0.202 (0.228)      | 80–125     |
| 지포스 RTX 3080 랩톱    | 2021년 1월 12일 | GA104-775 (GN20-E7) | 17.4              | 392             | 6144 192:96:48:192 | 48    | 4            | 780–1350 (1245–1710) | 14 (12)       | 129.6 (164.2) | 259.2 (328.3)   | 8 16      | 448 (384)       | 256            | 13.64 (18.98)      | 13.64 (18.98)      | 0.213 (0.296)      | 80–150     |
| 지포스 RTX 3080 Ti 랩톱 | 2022년 1월 1일  | GA103 (GN20-E8)     | 22                | 496             | 7424 232:96:58:232 | 58    | 4            | 585–1230 (1125–1590) | 16 (12)       | 118.1 (152.6) | 285.4 (368.9)   | 16        | 512 (384)       | 256            | 14.43 (18.71)      | 14.43 (18.71)      | 0.225 (0.292)      | 80–150     |

## 평가

### RTX 3090 Ti
테크레이더에 따르면 "Nvidia 지포스 RTX 3090 Ti는 믿을 수 없을 정도로 강력한 그래픽 카드이다". 하지만 문제는 RTX 3090이 비슷한 성능을 제공하는 반면 "훨씬 저렴하다는 점"이다. 가격 외에도 RTX 3090 Ti의 높은 전력 소비를 비판했다. 성능은 "일상적인 작업에 강력한 성능이 필요한 크리에이티브 전문가에게는 아마도 최고의 GPU가 될 것"이라며 호평을 받았다. 게임에서는 RTX 3090과 비교했을 때 "RTX 3090 Ti가 훨씬 더 나은 성과를 거두며", 8K에서도 "많은 게임에서 높은 설정으로 안정적인 60fps를 기록할 수 있다"고 언급했다.

### RTX 3090
PC 게이머는 Nvidia 지포스 RTX 3090을 "솔직히 엄청나게 큰 그래픽 카드"라고 묘사했으며, "극도로 강력하며" "지포스 브랜딩보다 타이탄의 성능에 더 걸맞는 제품"이라고 평가했다. 일반 게이머에게는 "RTX 3080보다 훨씬 더 나은 성능을 제공하지 않지만, 전문 크리에이터에게는 작업 부하를 압도하는 카드이다."

### RTX 3080
게임스레이더는 RTX 3080이 "레이 트레이싱을 통해 거의 모든 게임을 4K60fps로 실행할 수 있는 능력"과 "사상 처음으로 저렴한 가격에 4K 게이밍을 제공한다"는 점을 높이 평가했다. 더 버지에 따르면 "4K 게이밍은 RTX 2080 Ti와 함께 등장했지만", "RTX 3080은 훨씬 더 저렴한 가격에 동일한 성능과 그 이상을 제공한다." 전반적으로 RTX 3080은 "1440p 또는 4K 게이밍에 적합하다". 그러나 750W 전원 공급 장치 요구 사항과 향후 게임에 대한 10GB의 VRAM은 비판했다.

### RTX 3070
포브스의 짐 맥그리거는 "RTX 3070은 보다 주류적인 게이머에게 완벽한 솔루션"인 반면, "경쟁적인 게이머나 하이엔드 크리에이터는 여전히 지포스 RTX 3080 또는 RTX 3090을 선택할 가능성이 높다"고 평가했다.

## 시장 상황

### 대한민국

#### 용산전자상가 초기 가격 논란에 따른 대한민국에서의 유통사 직접 판매
그 동안 대한민국에서 그래픽 카드는 에이수스나 기가바이트, MSI 같은 제조사가 제조한 그래픽카드를 수입유통사가 수입하고, 총판을 통해 용산전자상가를 거쳐 소비자에게 판매되는 방식이었다. 하지만, 이 과정에서 용산전자상가 업자들이 출시 초기에 지나치게 비싼 가격으로 그래픽카드를 판매해 소비자들의 불만이 컸다. 이로 인해 그래픽카드 출시 초기 몇몇 소비자들은 이베이나 아마존을 통한 해외직구로 해외와 비슷한 가격에 그래픽카드를 구매하곤 했다. 이에 따라, 지포스 30 시리즈가 출시되자 에이수스 그래픽카드의 국내 유통사 인텍앤컴퍼니를 시작으로 총판과 용산전자상가를 거치지 않고 수입유통사가 쿠팡을 통해 외국과 비슷한 가격으로 직접 그래픽카드를 판매하기 시작하였다.

## 같이 보기
- 지포스 10 시리즈
- 지포스 16 시리즈
- 지포스 RTX 20 시리즈
- 지포스 RTX 40 시리즈
- 지포스 RTX 50 시리즈
- 쿼드로
- 엔비디아 테슬라
- 엔비디아 그래픽 처리 장치 목록